# Écoulements saisonniers sur Mars
Pour les articles homonymes, voir RSL.

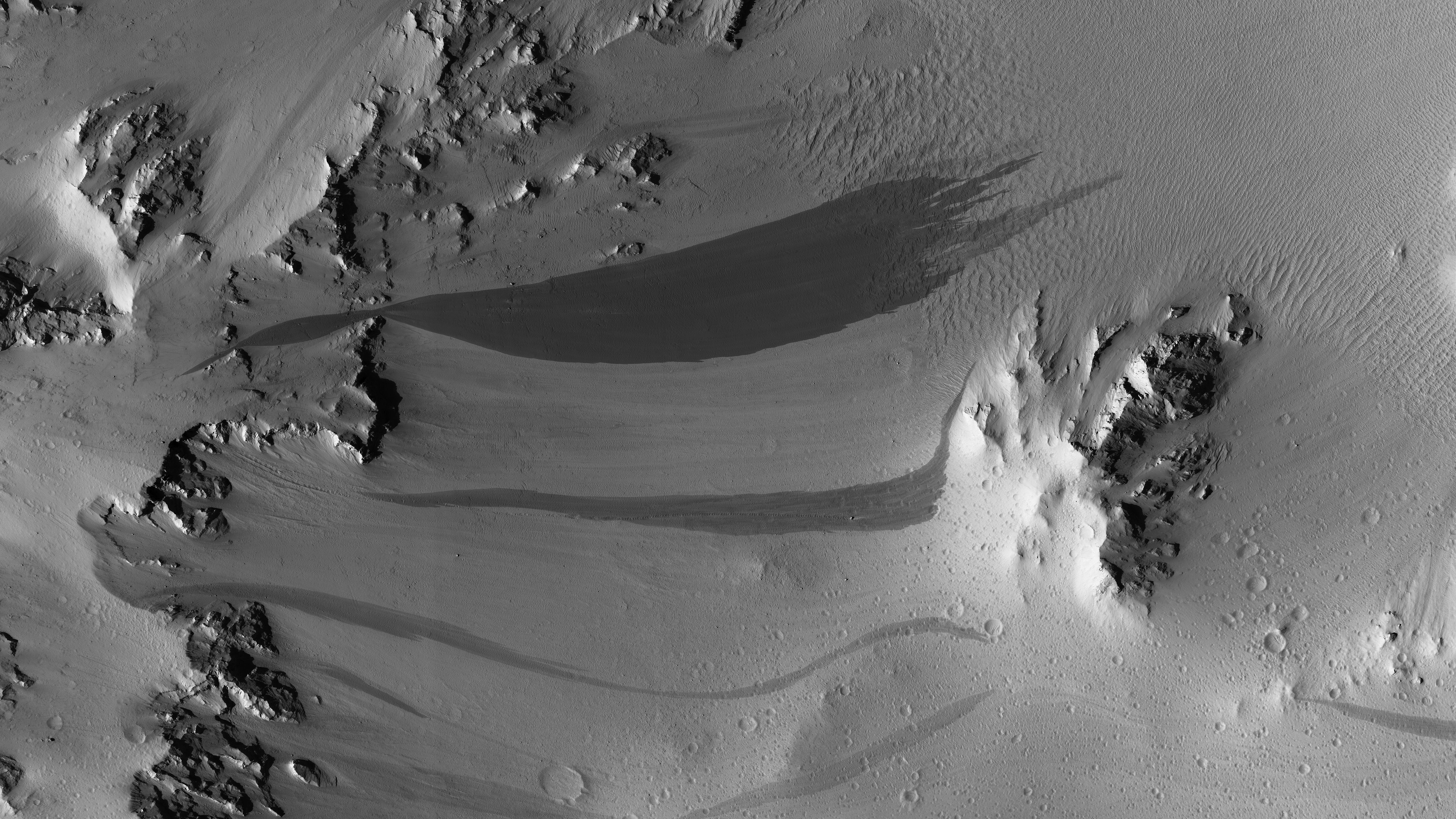
Ecoulements RSL sur les pentes d'un cratère martien

Les écoulements saisonniers sur Mars ou écoulements saisonniers sur les pentes chaudes de Mars ou écoulements sombres équatoriaux (RSL, pour l'anglais recurring slope lineae,) sont des phénomènes géologiques à la surface de la planète Mars. Ils consistent en des traces qui ressemblent à des écoulement liquides sur des pentes. Ce sont sans doute des écoulements d'eau salée qui ont lieu pendant les mois les plus chauds, ou des écoulement secs se produisant sur des pentes d'au moins 27 degrés.
Ces écoulements sont généralement étroits (entre 50 cm et un mètre), mais peuvent atteindre 100 m, et montrent des marques relativement sombres sur des pentes escarpées (25 à 40°). Ils apparaissent et grossissent progressivement pendant la saison chaude, pour disparaitre à la saison froide. Cette activité géologique pourrait s'expliquer par la présence de liquides de type saumures en surface.

## Généralités sur l'eau sur Mars
Les recherches récentes semblent indiquer que de l'eau liquide courante a été présente à la surface de Mars, créant de large étendues similaires aux océans terrestres,.
Reste à savoir où est passé cette eau.
L'orbiteur Mars Odyssey, en 2001, grâce à son spectromètre, et sa caméra thermique, doit détecter des preuves de la présence passée ou présente d'eau et de glace. Il n'en a cependant pas trouvé au sein des RSL.
La mission Mars Reconnaissance Orbiter (MRO), lancé en 2005, est un orbiteur multifonctions dont le but est la cartographie de Mars depuis son orbite. Sa caméra embarquée HiRISE permet de suivre dans le temps l'évolution des RSL grâce à des images haute définition. En 2015 la sonde détecte des écoulements intermittents qu'on pense être des saumures.
En août 2018, une équipe d'astrophysiciens italiens démontre la présence d'un aquifère (eau liquide enfouie dans la roche) à la base de la calotte polaire,. Bien que géographiquement située loin des RSL, cette découverte renforce l'idée que de l'eau sous forme liquide existe sur Mars, et donc soutient indirectement l'hypothèse des saumures pour expliquer les RSL.

## Caractéristiques

Ecoulements RSL sur les pentes du cratère Newton(video-gif)

Les RSL ont une croissance lente, qui montrent une forte corrélation avec l'ensoleillement. Elles se propagent sur des pentes où affleure la roche mère en suivant de petites rigoles de 50 cm à un mètre de large sur plusieurs centaines de mètres. Certains endroits montrent un rassemblement de plus de mille RSL. Le développement des RSL semble plus rapide au début du phénomène. Il se ralentit par la suite. C'est en fin de printemps et en été dans l'hémisphère sud, entre 48° et 32° de latitude, préférentiellement sur les pentes orientées vers l'équateur que les RSL apparaissent et se développent. Ces endroits, à ces moments montrent un gradient de température entre -23° et 27 °C. On remarque aussi des RSL dans les régions équatoriales, entre 0° et 10° sud, la plupart du temps dans Valles Marineris.
Des recherches ont été faites sur les pentes avec le spectromètre infrarouge CRISM du Mars Reconnaissance Orbiter, et si aucune preuve de la présence d'eau liquide n'a été montrée, en revanche la présence de sels hydratés, en particulier des perchlorates, est bien établie. Ces dépôts de sels seraient dissous dans des saumures en sub-surface. Cela indiquerait que l'eau de ces saumures s'évapore rapidement en atteignant la surface, et laisse les sels dans le sol.
La cause de la différence de contraste entre les parties sombres et claires du sol sont peu connues : un courant initié par la saumure pourrait remodeler les particules du sol, changer la rugosité de surface, ce qui assombrirait la surface. Mais la manière dont la surface s'éclaircit à nouveau quand la température chute est alors dur à expliquer.

## Hypothèse des saumures
Jusqu'en 2017, l'hypothèse principale impliquait l'écoulement de saumures. Des dépôts de sels sur une grande partie de la surface de Mars indiquent que les saumures devaient être abondantes dans son passé. Les sels abaissent le point de congélation de l'eau et permettent de maintenir les saumures liquides. Pour les températures observées, l'eau pure gèlerait. Alors que quelques RSL sont visibles à des températures supérieures au point de congélation de l'eau, la plupart ne le sont pas et apparaissent à des températures très basses (−43 °C, 230 K). Sous ces conditions de température, des saumures composées de sulfate de fer(III) (Fe2(SO4)3) ou de chlorure de calcium (CaCl2) sont néanmoins susceptibles de se former,. L'utilisation de l'instrument CRISM à bord de MRO, et l'obtention consécutive de spectres d'absorption pour le perchlorate de magnésium (Mg(ClO4)2), le chlorate de magnesium (MgCl2(H2O)x) et le perchlorate de sodium (NaClO4), renforce l'hypothèse de sels hydratés.
La déliquescence et la réhydratation de chlorures hydratés et de sels oxychlorés, également envisageable, ne peut cependant assurer durablement la formation de RSL à cause d'un flux de vapeur d'eau limité dans l'atmosphère martienne.
D'autres indices ont également été collectés renforçant les possibilités de présence d'eau sur la planète. De la glace a été détectée depuis plusieurs années affleurant la surface dans plusieurs endroits de moyenne et haute altitude,. De supposées gouttelettes de saumure ont également été détectées sur les jambes d'atterrissage de la sonde spatiale Phoenix en 2008.

### L'eau: origines possibles et doutes
Les coulées de saumures liquides peuvent expliquer les RSL, mais l'origine exacte de l'eau les composant et le mécanisme qui sous-tend ces coulées ne sont pas connus. De plus aucune preuve de l'existence même de cette eau n'a été apporté. Une hypothèse propose que l'eau nécessaire provienne de l'atmosphère et soit capturée par la surface du sol, lors de changements saisonniers. Les perchlorates et les autres sels hygroscopiques que l'on sait présents à la surface sont capables d'attirer et de retenir les molécules d'eau de leur environnement. Cependant la sécheresse de l'atmosphère martienne met à mal cette hypothèse. La vapeur d'eau devrait être très efficacement capturée sur de toutes petites surfaces, et nos connaissances sur la teneur en vapeur d'eau de l'atmosphère et les changements saisonniers ne semblent pas correspondre au besoin requis pour ces captures de vapeur ,.
De l'eau pourrait exister en profondeur, et pourrait atteindre la surface au printemps en suintant, mais cela ne pourrait pas expliquer la grande distribution des RSL sur Mars, notamment sur des dunes équatoriales composée de sables perméables, peu propices aux eaux souterraines.
Une analyse des données des spectromètres à neutrons de Mars Odyssey montre que les sites où sont présents les RSL ne présentent pas un taux d'eau souterraine supérieur aux sites sans RSL à la même latitude. Les auteurs concluent que les RSL ne sont pas alimentés par des grandes étendues de saumure en sub-surface. Pour cette hypothèse il reste possible que ces vapeurs proviennent de glaces profondes, de l'atmosphère, ou des petits aquifères (<120 km de diamètre).
Cependant depuis 2016, de nouvelles avancées semblent démontrer que ces sources d'eau, autant atmosphériques qu'internes ne sont pas réalistes. De plus l'absence de signature thermique pour l'eau renforce le doute,.

## Hypothèse des écoulements granulaires
Des écoulement granulaires secs ont été proposés depuis les premières observations de RSL, mais cette théorie a été écartée dans un premier temps du fait de la saisonnalité du phénomène.
La première proposition d'écoulements secs dans un contexte saisonnier date de Mars 2017, faisant appel à l'effet de pompe de Knudsen, qui ne requiert pas d'eau liquide, et est actif dans les régions chaudes uniquement,,. Du gaz contenu dans les pores du sol s'écoulerait des pentes où ont lieu les RSL, du fait des variations de température. Lorsque l'ombre d'un rocher en haut de la pente apparaît, l'écoulement de gaz est assez important pour que le matériau granulaire se mette en mouvement et crée un écoulement. Des simulations numériques de cette hypothèse ont été effectuées et sont compatibles avec les observations.

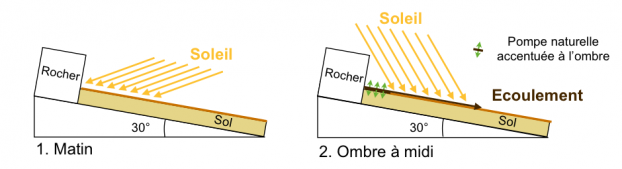
Schéma de fonctionnement supposé d'un écoulement granulaire par effet pompe de Knudsen.

En novembre 2017 d'autres publications concluent que les observations de RSL sont corrélées par un processus granulaire,,. De plus ces publications font remarquer le manque de preuve spectroscopiques d'eau.
Ces recherches montrent que les RSL semblent n'exister que sur des pentes supérieures à 27° d'inclinaison, suffisantes pour que des matériaux granulaires puissent les dévaler. En 2016 une étude apporte également un doute sur la possibilité d'eau souterraine à proximité des sites RSL.
Cependant l'article reconnait que les sels  hydratés pourraient capturer de l'humidité présente dans l'atmosphère, et les changements saisonniers dans l'hydratation des matériaux granulaires contenant des sels pourraient aboutir a un mécanisme de "relâchement" des grains dans les pentes. 
De plus, les données acquises par les spectromètres à neutron du Mars Odyssey Orbiter depuis plus de dix ans, publiées en décembre 2017, ne montrent aucune preuve de présence d'eau sur les sites RSL. Les auteurs soutiennent donc l'hypothèse soit de la condensation de vapeur d'eau atmosphérique, ou des écoulements granulaires. Cependant la résolution de ces instruments (une centaine de kilomètres) est largement supérieure aux plus grands RSL (une centaine de mètres).

## RSL et possibilités de vie sur Mars
La présence d'eau supposée dans, ou autour des RSL a relancé le débat de la possibilité de vie, ne serait ce que microbienne, sur Mars. Cependant il semble établi que les flux RSL ne sont pas dus à des saumures, et que si de l'eau est impliquée dans ces mécanismes, elle serait qualitativement et quantitativement insuffisante. Qualitativement car les saumures ne semblent pas compatibles avec l'apparition ou la propagation de micro-organismes du fait de leur forte concentration en sels chimiquement agressifs. Quantitativement, car si des vapeurs d'eau sont impliquées, leurs quantités semblent peu susceptibles de permettre la vie.
De plus la théorie des écoulements granulaires semble à l'heure actuelle plus en accord avec les observations et les simulations.
La récente découverte d'une supposée étendue d'eau liquide, en juillet 2018, sous un kilomètre et demi de glace dans la région Planum Australe près du pôle sud grâce aux observations de la sonde Mars Express effectuées entre 2012 et 2015  relance elle aussi le débat sur les possibilités de vie sur la planète.

## Galerie

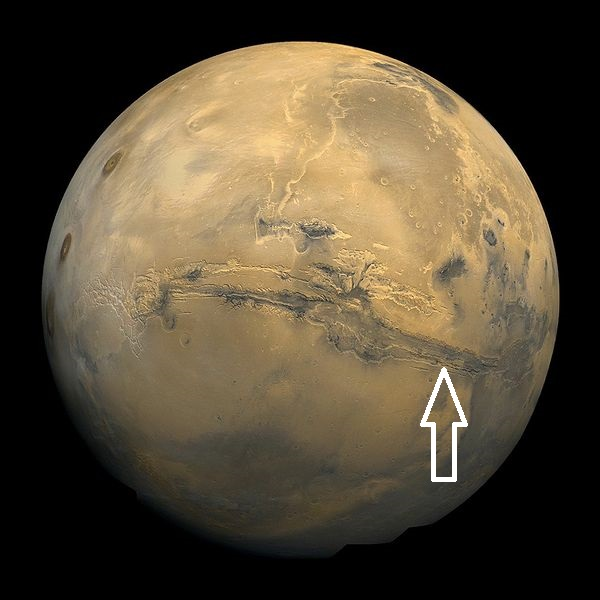
Image de Mars (sonde Viking) : la flèche indique la position des RSL sur les images d'HIRISE suivantes.
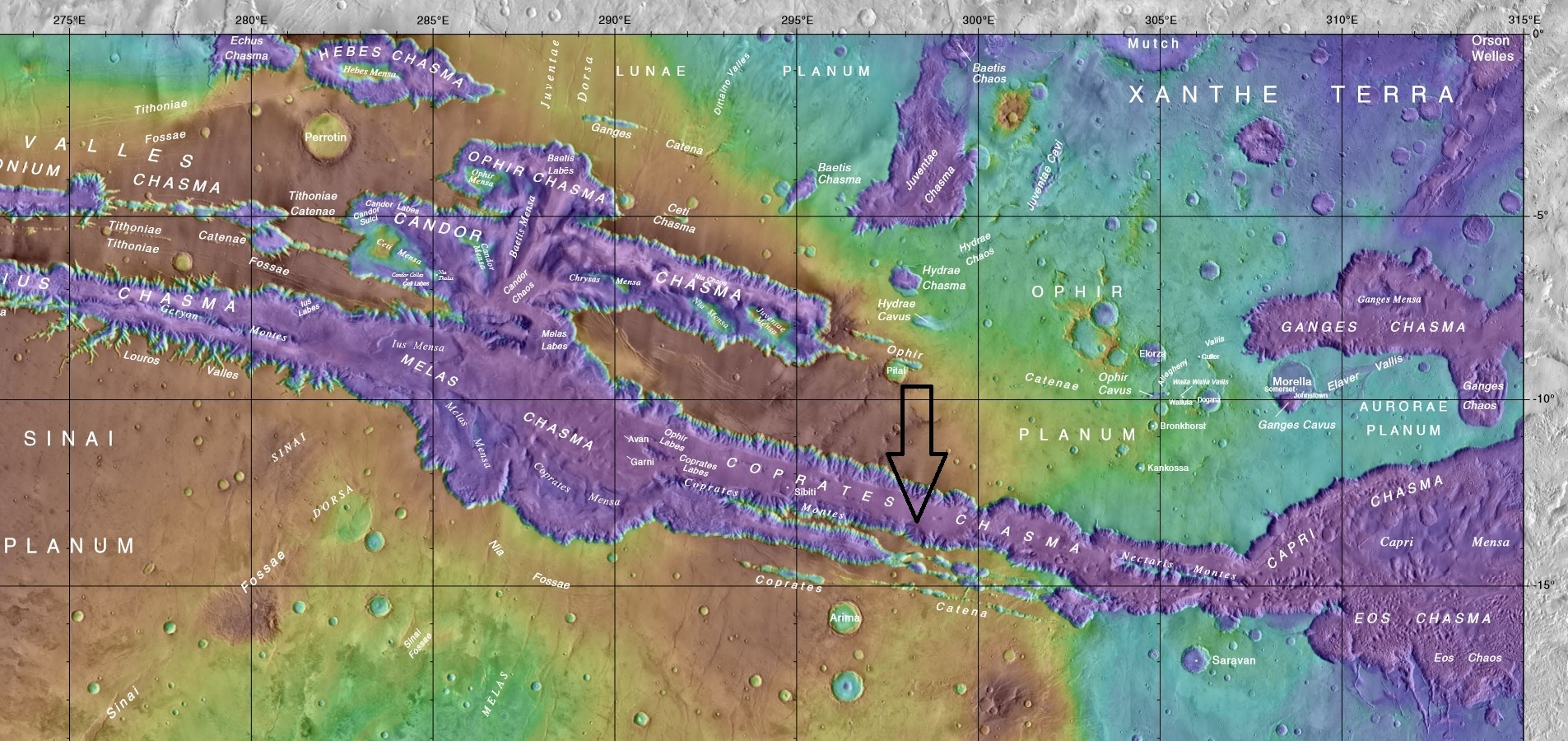
Planisphère de Mars : la flèche indique la position des RSL dans Coprate Chasma dans Vales Marineris.
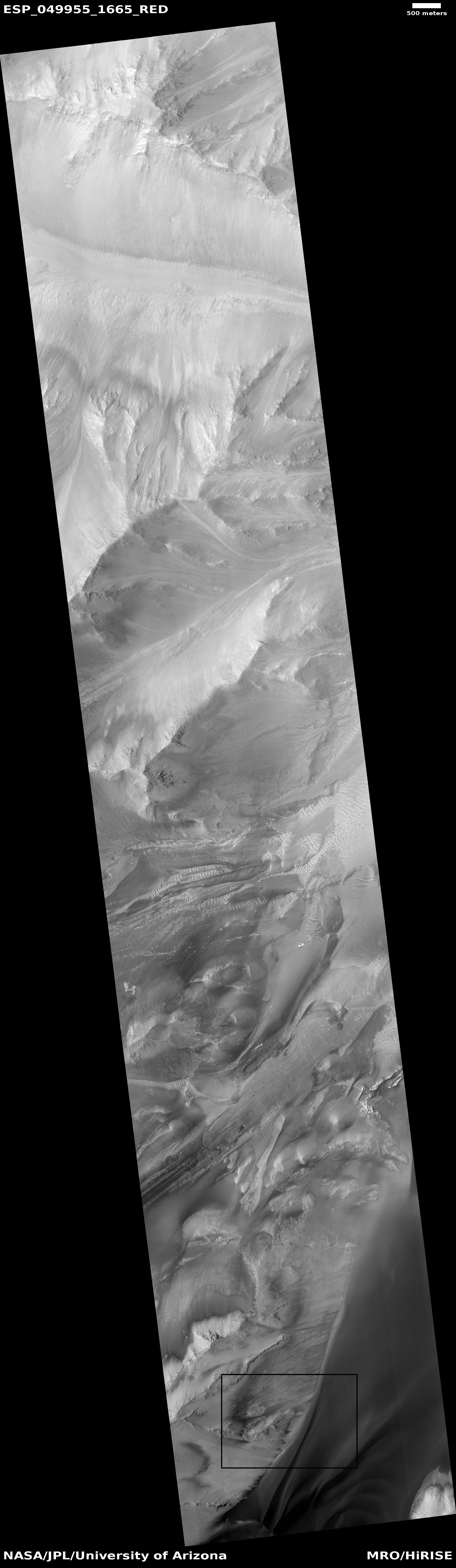
Vue de Vales Marineris, par HIRISE, en plan large, montrant les emplacements des RSL détaillés dans l'image suivante.
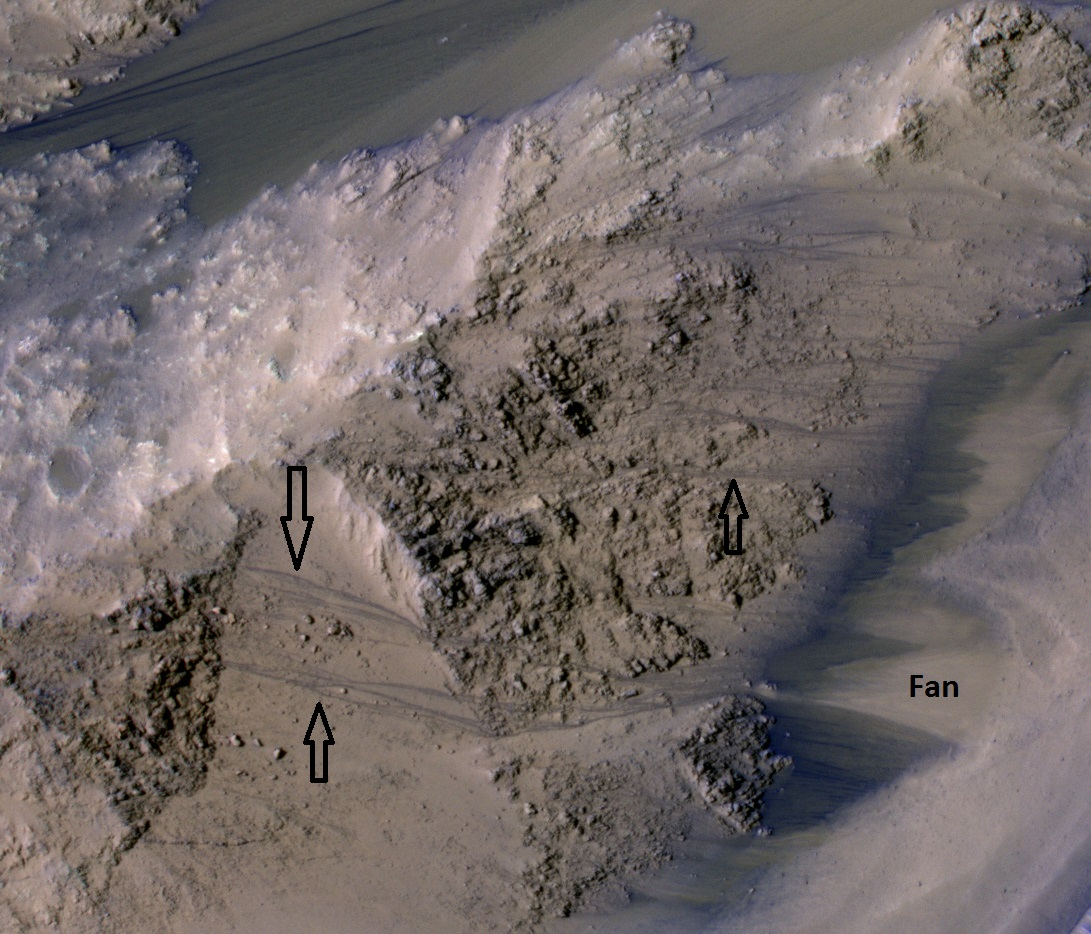
Vue rapprochée de RSL, par la caméra HIRISE. "Fan" indiquant un cône alluvionnaire possiblement créée par des RSL récurrents.
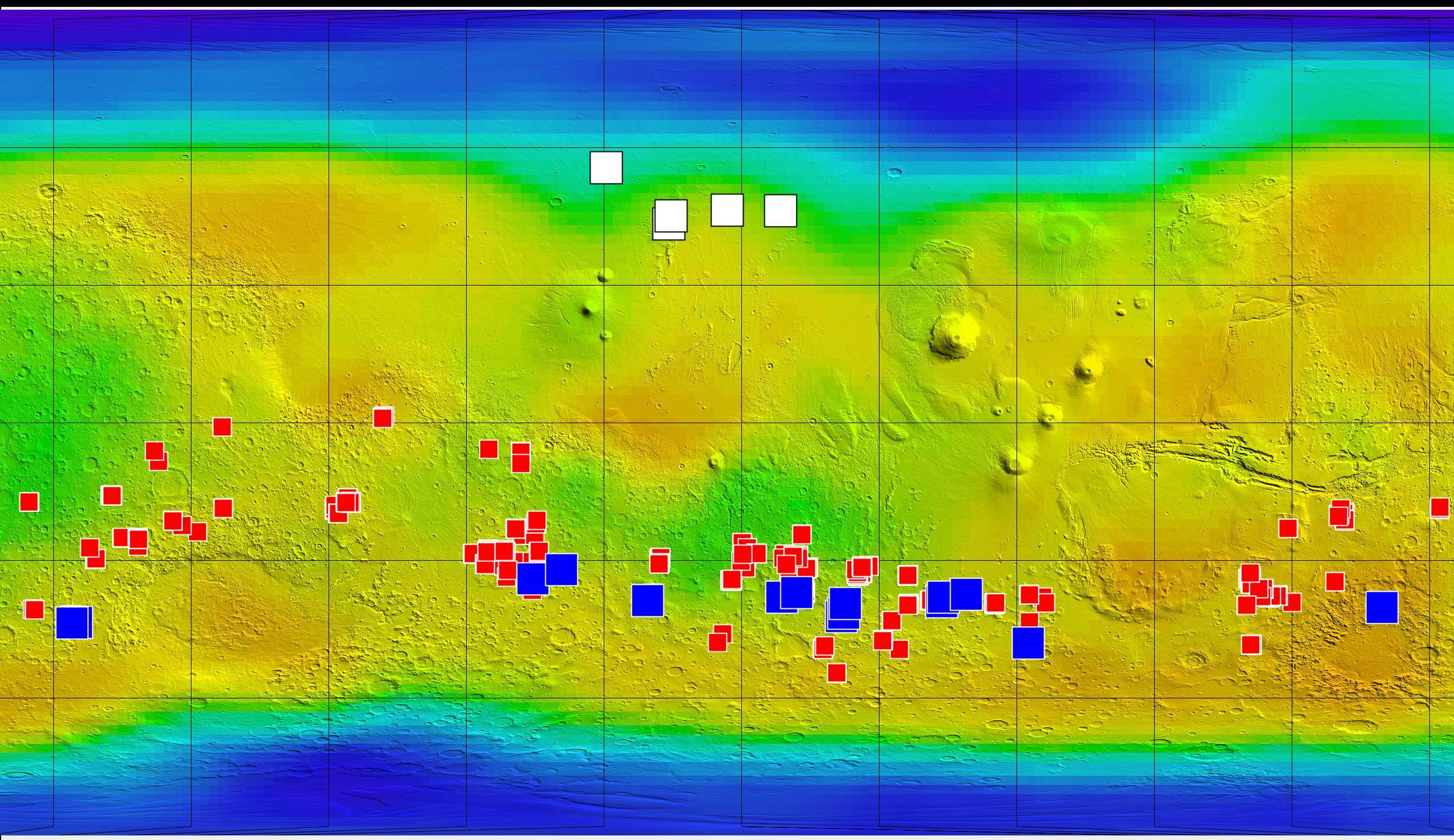
Emplacements de glaces (en blanc) de sels (en rouge) et de RSL (en bleu), localisés sur Mars.
RSL dans le cratère Newton, pendant l'été.
RSL sur les pentes du cratère Horowitz.
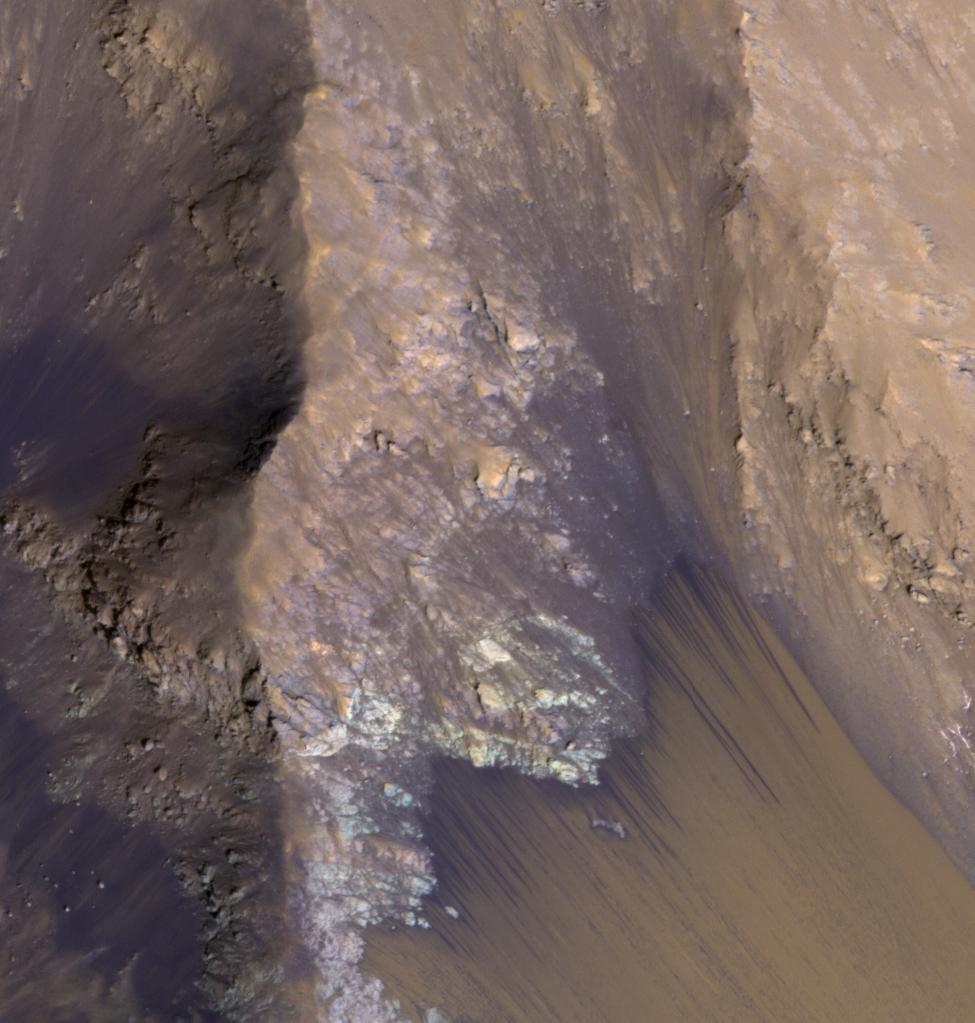
RSL dans Coprate Chasma dans Vales Marineris.
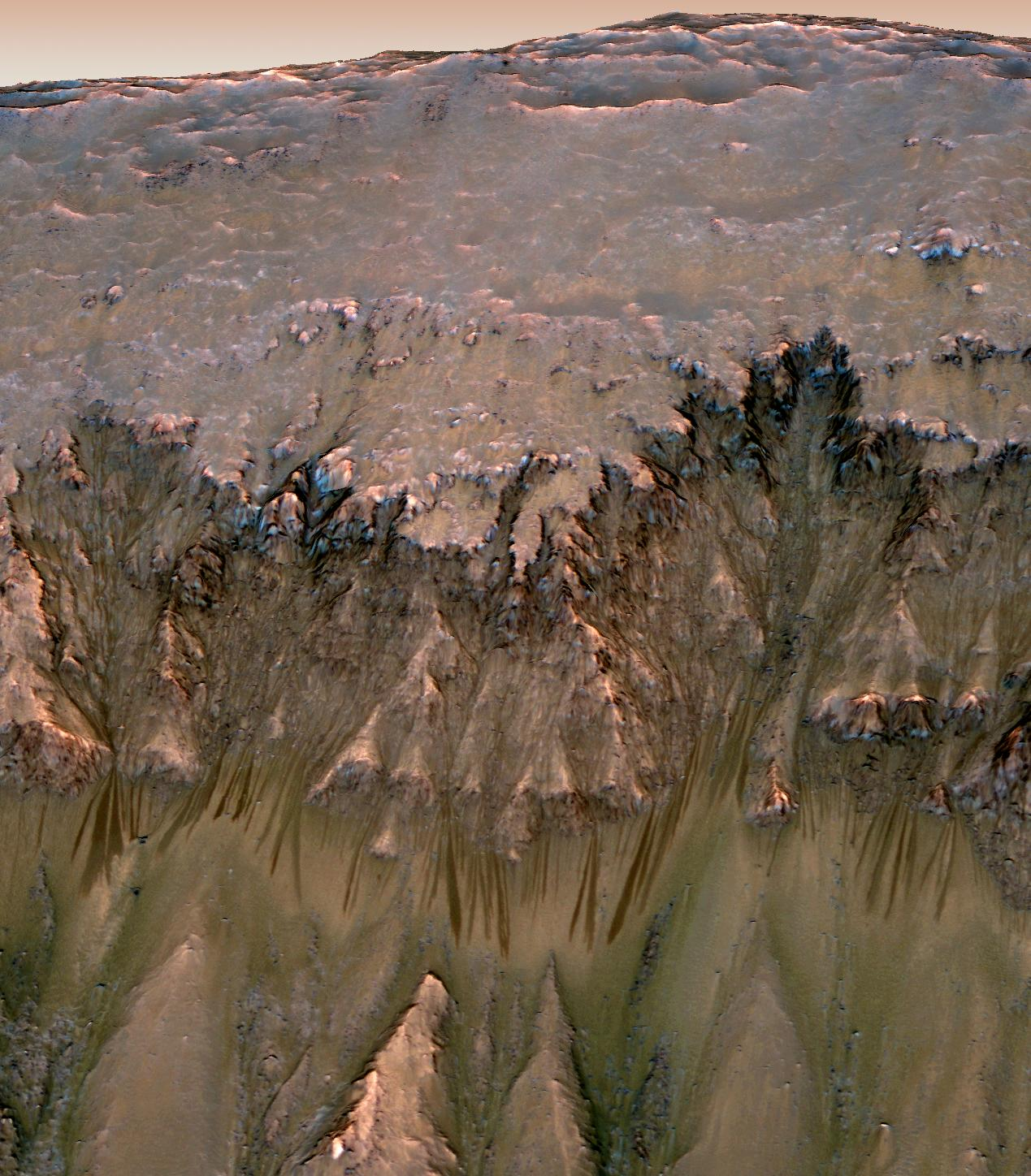
Image de RSL retravaillée numériquement pour permettre la vue tel qu'on l'aurait depuis l'intérieur du cratère Newton.